# Widehem
Widehem (flämisch: Widem) ist eine Gemeinde im französischen Département Pas-de-Calais in der Region Hauts-de-France (vor 2016 Nord-Pas-de-Calais). Sie gehört zum Kanton Étaples im Arrondissement Montreuil. Sie grenzt im Nordwesten an Dannes, im Norden an Neufchâtel-Hardelot, im Nordosten an Halinghen, im Südosten an Frencq, im Süden an Lefaux und im Südwesten an Camiers.

## Bevölkerungsentwicklung
| Jahr      | 1962 | 1968 | 1975 | 1982 | 1990 | 1999 | 2008 | 2014 |
| --------- | ---- | ---- | ---- | ---- | ---- | ---- | ---- | ---- |
| Einwohner | 248  | 232  | 195  | 175  | 229  | 249  | 264  | 243  |